# Hyphaene compressa
Hyphaene compressa är en enhjärtbladig växtart som beskrevs av Hermann Wendland. Hyphaene compressa ingår i släktet Hyphaene och familjen Arecaceae. Inga underarter finns listade i Catalogue of Life.